# Euchontha ciris
Euchontha ciris är en fjärilsart som beskrevs av Druce 1893. Euchontha ciris ingår i släktet Euchontha och familjen tandspinnare. Inga underarter finns listade i Catalogue of Life.